# Virginian Railway
 (mai 2024).
Le Virginian Railway (sigle AAR: VGN) était une compagnie de chemin de fer de classe I localisée dans les états de Virginie et de Virginie-Occidentale. Le VGN fut créé pour transporter le charbon bitumineux de haute qualité (dit "sans fumée") du Sud de la Virginie-Occidentale jusqu'au port de Hampton Roads.
Au début du XXe siècle, William Nelson Page, ingénieur civil et administrateur de mine de charbon, s'appuya sur le milliardaire Henry Huttleston Rogers, associé de Rockefeller dans la Standard Oil, pour construire le Deepwater Railway (long de 137 km) afin d'accéder au charbon de la Virginie-Occidentale. Mais devant l'obstruction faite par les autres réseaux concurrents pour réaliser une interconnexion, Page et Rogers constituèrent le Tidewater Railway en Virginie pour avoir leur propre ligne jusqu'au quai de Sewell's Point à Hampton Roads. Les deux compagnies furent réunies en 1907 sous le nom de Virginian Railway, unanimement reconnu pour la qualité de sa ligne et la puissance de ses locomotives. En 1959, il fusionna dans le Norfolk and Western Railway. Une importante portion du réseau du VGN est toujours utilisée par le Norfolk Southern Railway au XXIe siècle.

## Histoire

### Les deux hommes à l'origine du VGN
William Nelson Page, ingénieur en génie civil, arriva en Virginie-Occidentale dans les années 1870 pour participer à la construction de la ligne à double voie du Chesapeake and Ohio Railway dans les vallées de la rivière Kanawha et de la New River. Page s'impliqua dans de nombreuses entreprises en rapport avec le charbon. Avec son expérience acquise, Page connaissait les riches gisements de charbon cachés dans les montagnes du sud de la Virginie-Occidentale. 
Henry Huttleston Rogers (1840-1909), fils d'un épicier du Massachusetts, sortit diplômé d'une école supérieure. En 1861, il partit dans les montagnes de la Pennsylvanie et participa au développement des ressources en pétrole et en gaz notamment au cours de la guerre civile. Finalement, il devint l'un des hommes clé avec John Davison Rockefeller de la Standard Oil Trust, et multi milliardaire. Devenu l'un des hommes les plus riches des États-Unis, Rogers était aussi impliqué dans de nombreux projets de développement de chemins de fer et de minerais.

Au début du XXe siècle, Page sollicita Rogers pour reprendre la petite compagnie Deepwater Railway, créée en 1898 et exploitant un réseau de 137 km, pour la développer vers l'ouest, où ni le C&O ni le N&W n'allaient. En effet, le C&O et le N&W n'exploitaient des mines que dans la Virginie pour acheminer le charbon plus rapidement possible vers le port de Hampton Roads à Norfolk. Le Deepwater fut acquis en 1902, et Page prolongea le réseau dans la zone la plus escarpée du sud de la Virginie-Occidentale pour atteindre des réserves inexploitées de charbon bitumineux situées entre la vallée du New River et la rivière Guyandotte. Les principales villes desservies en  Virginie-Occidentale étaient Page, Mullens et Princeton. De l'autre côté de la frontière en Virginie, devant le refus des grosses compagnies d'accepter une connexion avec le Deepwater Railway, un autre chemin de fer intérieur, baptisé Tidewater Railway, fut constitué en 1904, avec des droits de circulation pour toute la zone sud de l'État allant de la frontière de la Virginie-Occidentale jusqu'à Hampton Roads (Norfolk). Les principales villes traversées étaient Roanoke, Victoria, Suffolk et Sewell's Point où un quai en pierre fut construit près de Norfolk.
À la fin de 1906, pratiquement à mi-chemin entre Roanoke et Sewell's Point sur le Tidewater Railway, fut créée la ville nouvelle de Victoria, en hommage à la reine Victoria, admirée depuis toujours par Henry Rogers. Cette ville reçut de gros équipements ferroviaires tels que les bureaux, les ateliers, la rotonde, le dépôt et une grande gare de triage. La gare de voyageurs fut agrandie plus tard.

### La naissance du VGN (1907)
Le Virginian Railway Company fut formé en Virginia le 8 mars 1907 pour combiner le Deepwater et le Tidewater. Le 15 avril, William Nelson Page devint le premier président du VGN. Lors de la Panique bancaire américaine de 1907 qui débuta en mars, Rogers eut quelques revers financiers qui lui déclenchèrent une attaque. Et malgré les efforts entrepris par les « robber barons » contrôlant les chemins de fer concurrents pour stopper le VGN, Rogers grâce à sa fortune, continua à financer la ligne. Son chemin de fer appelé "Mountains to Sea" railroad fut achevé le 29 janvier 1909, à l'ouest du New River Bridge de Glen Lyn près de la frontière entre les deux Virginia. Rogers mourut quelques semaines après dans sa maison de New York à l'âge de 69 ans.

### L'apogée du VGN
Le réseau à faible pente en Virginia, était conçu et bâti avec les dernières techniques modernes. Côté matériel, le VGN exploitait les meilleures et les plus grosses locomotives, qu'elles furent à vapeur, électrique ou diesel. Comme le VGN n'avait pas de dettes, il devint un redoutable compétiteur, traitant bien ses employés, ses clients et ses actionnaires. Toujours profitable durant ses 50 ans d'existence, il fut surnommé « the richest little railroad in the world » (la plus riche des petites lignes de chemin de fer du monde).
À partir de 1917, les quais de l'US Navy situés près de ceux du VGN à Sewell's Point, commencèrent à prendre de l'importance. Le VGN, qui fournissait un chabon bitumineux de haute qualité et fumant moins que les autres, avait la préférence de la Navy pour approvisionner ses navires durant les 2 guerres mondiales. 
Confronté à la forte rampe de Clark's Gap en Virginie-Occidentale, le VGN utilisait des locomotives à vapeur de plus en plus puissantes. À l'image de son voisin le N&W, le VGN électrifia la portion critique Mullens / Roanoke entre 1922 et 1925. Il construisit sa propre central  électrique à Narrows, Virginie, et partagea son électricité avec le N&W. Alco et Westinghouse fournirent les 36 locomotives électriques, lesquelles utilisées en triple traction avaient une capacité de charge supérieur aux locomotives à vapeur. 
Dans le milieu des années 1950, le VGN comprit que les locomotives diesel électriques étaient les plus économiques de toutes. Entre 1954 et 1957, il acheta 66 machines diesel électrique à Fairbanks Morse, dont: 25 H-24-66, 40 switchers H-16-44 et 2 avec générateur à vapeur pour les trains de voyageurs. La dernière vapeur stoppa en juin 1957, et les différents dépôts de locomotives à vapeur de Mullens et Princeton, Virginie-Occidentale, et de Roanoke, Victoria et Sewell's Point, Virginie, furent abandonnés.

### La fusion VGN / N&W
Au cours de la Première Guerre mondiale, le VNG et le N&W furent exploités conjointement par le USRA avec une grande efficacité. Après la guerre, les réseaux retrouvèrent leurs indépendances. Mais le N&W ne perdit jamais de vue le VGN et sa ligne à faible rampe en Virginia. D'autres compagnies comme le C&O étaient intéressées par l'acquisition de ce profitable VGN.  
L'Interstate Commerce Commission ICC, réalisant que les chemins de fer devaient se renforcer pour résister à la concurrence des autoroutes et des avions, autorisa enfin la fusion du N&W avec le VGN le 1er décembre 1959. Cela marqua le début de l'ère moderne des fusions entre grosses compagnies.

### Le VGN auXXIesiècle
De nos jours, la route à faible rampe du VGN est toujours la favorite du Norfolk Southern Railway. 
D'autres portions en Virginie sont utilisées pour le transport d'eau, ou sont à l'étude pour un futur train à grande vitesse entre South Hampton Roads, Richmond et Petersburg.
L'ancien quai de Sewell's Point fait maintenant partie de la base navale de Norfolk, devenue l'un des plus grands ports du monde. 
Parmi les chemins de fer disparus, le VGN jouit toujours d'une très forte sympathie.

## Gares et matériels préservés
- Mullens (Virginie-Occidentale) : musée et caboose n°307.
- Princeton (Virginie-Occidentale) : réplique de la gare et musée.
- Roanoke (Virginie) : Virginia Museum of Transportation, abritant 2 locomotives et de nombreux wagons.
- Roanoke (Virginie) : gare de voyageurs préservée, et futur musée. On y trouve 3 locomotives à vapeur dont 1 en service et 1 locomotive électrique en service ; ainsi que de nombreux cabosses.
- Victoria (Virginie) : musée et caboose n°342 entièrement restauré et équipé.
- Suffolk (Virginie) : gare restaurée du VGN et du Seaboard and VGN. Musée et trains des années 1940.

### Ouvrages
- Barger, Ralph L. (1983) Corporate History of Coal & Coke Railway Co., Charleston, Clendennin & Sutton R.R., Roaring Creek & Belington R.R. Co., as of Date of Valuation, June 30, 1918. Baltimore, MD: Baltimore & Ohio Railroad Historical Society.
- Cartlidge, Oscar (1936) Fifty Years of Coal Mining Charleston, WV: Rose City Press.
- Conley, Phil (1960) History of the Coal Industry of West Virginia Charleston, WV: Educational Foundation.
- Conley, Phil (1923) Life in a West Virginia Coal Field Charleston, WV: American Constitutional Association.
- Corbin, David Alan (1981) Life, Work and Rebellion in the Coal Fields: The Southern West Virginia Miners, 1880-1922 Chicago, Illinois: University of Illinois Press.
- Corbin, David Alan, editor (1990) The West Virginia Mine Wars: An Anthology, Charleston, WV: Appalachian Editions.
- Craigo, Robert W., editor (1977) The New River Company: Mining Coal and Making History, 1906-1976 Mount Hope, WV: New River Company.
- Dix, Keith (1977) Work Relations in the Coal Industry: The Hand Loading Era, 1880-1930 Morgantown, WV: West Virginia University Institute for Labor Studies.
- Dixon, Thomas W, Jr., (1994) Appalachian Coal Mines & Railroads. Lynchburg (Virginie), TLC Publishing Inc.  (ISBN 1-883089-08-5)
- Frazier, Claude Albee (1992) Miners and Medicine: West Virginia Memories Norman, OK: University of Oklahoma Press.
- Huddleston, Eugene L, Ph.D. (2002) Appalachian Conquest, Lynchburg, Virginia: TLC Publishing Inc.  (ISBN 1-883089-79-4)
- Lambie, Joseph T. (1954) From Mine to Market: The History of Coal Transportation on the Norfolk and Western Railway New York: New York University Press
- Lane, Winthrop David (1921) Civil War in West Virginia: A Story of the Industrial Conflict in the Coal Mines New York, NY: B. W. Huebsch, Inc.
- Lewis, Lloyd D. (1992) The Virginian Era. Lynchburg (Virginie), TLC Publishing Inc.
- Lewis, Lloyd D. (1994) Norfolk & Western and Virginian Railways in Color by H. Reid. Lynchburg, Virginia: TLC Publishing Inc.  (ISBN 1-883089-09-3)
- MacCorkle, William (1928) The Recollections of Fifty Years New York, New York: G.P.Putnam's Sons Publishing
- Middleton, William D. (1974) When The Steam Railroads Electrified (1st ed.). Milwaukee, Wisconsin: Kalmbach Publishing Co.  (ISBN 0-89024-028-0)
- Reid, H. (1961). The Virginian Railway (1st ed.). Milwaukee, Wisconsin: Kalmbach Publishing Co.
- Reisweber, Kurt (1995) Virginian Rails 1953-1993 (1st ed.) Old Line Graphics.  (ISBN 1-879314-11-8)
- Sullivan, Ken, editor (1991) The Goldenseal Book of the West Virginia Mine Wars: Articles Reprinted from Goldenseal Magazine, 1977-1991. Charleston: Pictorial Histories Pub. Co.
- Striplin, E. F. Pat. (1981) The Norfolk & Western: a history Roanoke, Va. : Norfolk and Western Railway Co.  (ISBN 0-9633254-6-9)
- Tams, W. P. (1963) The Smokeless Coal Fields of West Virginia Morgantown, WV: West Virginia University Library.
- Thoenen, Eugene D. (1964) History of the Oil and Gas Industry in West Virginia Charleston, WV:
- Traser, Donald R. (1998) Virginia Railway Depots. Old Dominion Chapter, National Railway Historical Society.  (ISBN 0-9669906-0-9)
- Various contributors, (1968), Who Was Who in America Volume I (7e éd.), New Providence, New Jersey : Marquis Who’s Who
- Wiley, Aubrey and Wallace, Conley (1985). The Virginian Railway Handbook. Lynchburg (Virginie) : W-W Publications.

### Autres publications
- Beale, Frank D. (1955) The Virginian Railway Company 45th Annual Report Year Ended December 31, 1954. published in-house
- Cuthriell, N.L. (1956) Coal On The Move Via The Virginian Railway, reprinted with permission of Norfolk Southern Corporation in 1995 by Norfolk & Western Historical Society, Inc.  (ISBN 0-9633254-2-6)
- Dept. of the Navy - (2004) Dictionary of American Naval Fighting Ships - article on steamship William N. Page. Washington DC: US Naval Historical Center
- Huddleston, Eugene L, Ph.D. (1992) National Railway Bulletin Vol. 57, Number 4, article: Virginian: Henry Huttleston Rogers' Questionable Achievement
- Reid, H. (1953) "Trains & Travel Magazine" December, 1953 "Some Fine Engines", Kalmbach Publishing Co.
- Skaggs, Geoffery - (1985) Page-Vawter House Project in Ansted Ansted, WV: Fayette County Government